# Colias baeckeri
Colias baeckeri är en fjärilsart som beskrevs av Kotzsch 1930. Colias baeckeri ingår i släktet Colias och familjen vitfjärilar. Inga underarter finns listade i Catalogue of Life.